# Copenhagen Air Taxi
Copenhagen AirTaxi A/S (CAT) ist eine dänische Fluggesellschaft mit Sitz in Roskilde und Basis auf dem Flughafen Kopenhagen-Roskilde.

## Unternehmen
Copenhagen AirTaxi wurde 1961 gegründet und betreibt Linien-, Charter- und Rundflüge sowie eine Flugschule mit Simulatorzentrum. Weitere Geschäftsfelder sind die Luftfahrzeug-Instandhaltung und der An- und Verkauf von Flugzeugen.

## Flugziele
CAT führt von seiner Basis Kopenhagen-Roskilde Flüge nach Anholt und Læsø durch.

## Flotte
Mit Stand März 2023 besteht die Flotte der CAT aus 17 Flugzeugen und einem Hubschrauber:
| Flugzeugtyp                  | Anzahl | bestellt | Anmerkungen                                    | Sitzplätze |
| ---------------------------- | ------ | -------- | ---------------------------------------------- | ---------- |
| Boeing 737-400               | 02     |          |                                                | 168        |
| Bombardier CRJ200            | 01     |          |                                                | 48         |
| Britten-Norman BN-2 Islander | 02     |          |                                                | 10         |
| Cessna 172                   | 01     |          |                                                | 4          |
| Partenavia P.68              | 05     |          | zwei betrieben für die grönländische AirZafari | 7          |
| Socata TB 9 GT Tampico       | 03     |          |                                                | 4–5        |
| Socata TB 10 Tobago          | 02     |          |                                                | 4–5        |
| Socata TB 20 Trinidad        | 01     |          |                                                | 4          |
| Gesamt                       | 17     | –        |                                                |            |

## Ehemalige Flugzeugtypen
- Pilatus PC-12
- Robinson R44